# Bythinella kubotai
Bythinella kubotai е вид охлюв от семейство Hydrobiidae.

## Разпространение и местообитание
Този вид е разпространен в Япония (Кюшу).
Обитава сладководни басейни и потоци.